# María Julia Alsogaray
María Julia Alsogaray (Buenos Aires; 8 de octubre de 1942-Buenos Aires; 24 de septiembre de 2017) fue una ingeniera industrial y política argentina.

## Biografía

### Comienzos
Hija del político, militar y ministro liberal Álvaro Alsogaray y de Edith Gay.
Diputada de la Nación en 1985 por el partido UCEDE (Unión del Centro Democrático) liderado por su padre, colocándose como acérrima defensora del libre mercado en la presidencia de Raúl Alfonsín. Alsogaray fue puesta en el cargo gerencial de la privatización de la compañía estatal de teléfonos ENTel, y de la siderúrgica SOMISA (SOciedad MIxta Siderurgia Argentina). Durante intervención, María Julia Alsogaray, cumplieron con el traspaso a manos privadas de la acería por 152 millones de dólares —cuando estaba valuada en alrededor de 3 mil millones— con una planta de 4 000 trabajadores, de los 12 000 que había antes de iniciado el proceso privatizador,
Por dicho suceso ella posteriormente sería procesada y condenada por enriquecimiento ilícito.A mediados de los años noventa, el partido que compartía junto a su padre había perdido gran parte de su caudal electoral, flaqueado por hechos de corrupción que involucraban varios miembros del partido. Su fundador anunciaba en 1997 que en la UCEDE «hay corrupción, desorden e indisciplina». Varios miembros principales del partido fueron acusados de hechos de corrupción; entre ellos Alberto Albamonte, Adelina Dalesio de Viola, y María Julia Alsogaray, la única en ser condenada.

Finalmente SOMISA se vendió a un 10% de su valor, por esta causa sería condenada por orden de la Justicia, por haberse enriquecido de forma ilícita cuando era funcionaria, la justicia federal ordenó que se rematará el petit hotel del exclusivo barrio de Recoleta donde vivía María Julia. 

### Interventora de ENTel
Para privatizar la compañía se crearon las empresas Sociedad Licenciataria Norte S.A. y Sociedad Licenciataria Sur S.A. —luego Telecom Argentina y Telefónica de Argentina, respectivamente— y dos para los servicios de comunicaciones internacionales y télex.Las privatizaciones dependían de las dispensas concedidas por bancos internacionales, ya que en 1987 el gobierno de Raúl Alfonsín había ratificado un acuerdo firmado durante la dictadura militar, llamado GRA, según el cual las empresas del Estado fueron tomadas como garantía de la deuda externa argentina
Antes de concretar la privatización, la interventora y diputada de la Ucedé María Julia Alsogaray, incrementó el valor de las tarifas telefónicas de manera abrupta. El 7 de febrero de 1990 el aumento fue del 112%, elevándose a más del 300% a fines del mismo mes. ENTel fue cotizada en US$ 1 900 000 cuando, según estimaciones, su valor real triplicaba esa suma. Por las irregularidades en su privatización, Alsogaray fue condenada por fraude a la administración pública a cuatro años de prisión. La denuncia incluyó la transferencia de bienes que no eran de ENTel a las empresas privadas. Además el inventario de los bienes de ENTel se realizó después de realizadas las ofertas de las compañías interesadas. En 2013, la ex interventora quedó declarada penalmente responsable del delito de «administración fraudulenta» en contratos durante la privatización siendo sentenciada a 4 años de prisión. habiendo sido anteriormente condenada por enriquecimiento ilícito y obligada a devolver el dinero. En 2015, Alsogaray fue nuevamente condenada por otro juicio por «defraudación en perjuicio de una administración pública».

### Secretaría de Ambiente
En 1991 María Julia Alsogaray fue nombrada al frente de la Secretaría de Recursos Naturales y Ambiente Humano, cargo que ocuparía hasta 1999, prometió "limpiar el Riachuelo en 1000 días", clamando que al término de ese período "se tiraría a nadar" en el contaminado río. La calidad del agua nunca mejoró. Desde 1996 hasta el año 2000, el Comité del Riachuelo manejó más de 35 millones de dólares, de los cuales casi 22 fueron a parar el rubro "servicios técnicos y profesionales", es decir consultoras cercanas a Alsogaray que hicieron estudios sobre el origen de la contaminación.
Su patrimonio creció de 400.000 a 2,5 millones de dólares estadounidenses durante las presidencias de Menem. Fue también criticada cuando apareció en tapa de revista Noticias, insinuando estar vestida solo con un tapado de piel. En la década del 2000 fue procesada y en mayo de 2004 recibió su primera condena por enriquecimiento ilícito. En 2015 fue hallada culpable por "administración fraudulenta en perjuicio del Estado" entre 1995 y 1998 junto con el segundo de Alsogaray en esa dependencia, Enrique Kaplan, que fue sentenciado a tres años y tres meses de prisión.

## Procesamientos por corrupción
Hasta 2015 María Julia Alsogaray fue llevada a juicio por actos de corrupción en cinco oportunidades, siendo tres veces encontrada culpable, una vez absuelta y en el restante fue sobreseída al declararse prescrita la causa por el tiempo transcurrido.
Fue condenada por enriquecimiento ilícito en mayo de 2004, cuando el Tribunal Oral Federal n.º 4 le fijó una pena de tres años de prisión e inhabilitación absoluta por el plazo de seis años. En ese juicio fueron embargados tres de sus departamentos; se trata de dos inmuebles ubicados sobre la calle Junín al 1400 y otro en Basavilbaso 1936, de la ciudad de Buenos Aires, aunque ella tiene además propiedades en Estados Unidos, como los departamentos adquiridos en el condominio Essex House de Nueva York. Paralelamente se inició una causa en la que se investiga el pago de sobresueldos durante las dos gestiones menemistas, la acusada buscó justificar su incremento patrimonial apelando al “dinero extra” que recibía como parte de su salario. En ese proceso, el exsecretario de Granillo Ocampo, Roberto Martínez Medina, afirmó que todos los meses retiraba de la Jefatura de Gabinete un sobre con plata para su jefe. Cumplió en la cárcel 638 días y se le remató su petit hotel de Recoleta.
En abril de 2013 fue condenada por segunda vez, esta vez a cuatro años, por contratos que firmó como titular de la Secretaría de Recursos Naturales con la Universidad Nacional de Lomas de Zamora. En el tercer juicio, también de 2013, fue absuelta por prescripción de la acción penal, por delitos en el plan de manejo del fuego cuando se desempeñó como Secretaría de Medio Ambiente.
El cuarto juicio tuvo sentencia en abril de 2014 donde fue condenada a cuatro años de prisión por contratos de fin de obra durante la privatización de ENTel. El quinto juicio se realizó en 2015 y fue absuelta en un caso referido a la transferencia de 241 hectáreas que le pertenecía a ENTel en Pacheco. El día 21 de abril de ese año la Justicia la condenó a cuatro años de prisión en la causa por irregularidades en la privatización de esa empresa, el Tribunal Oral en lo Criminal Federal N.º 6 de la ciudad de Buenos Aires dio su veredicto de culpabilidad por el delito de "defraudación por administración fraudulenta".
En 2015 María Julia Alsogaray fue condenada a cumplir cuatro años de prisión domiciliaria por el Tribunal Oral en lo Criminal Federal N.º 6 porteño por "irregularidades en la contratación de pasantes". Falleció el 24 de septiembre de 2017.

## Relaciones familiares
Contrajo matrimonio con Francisco Erize, empresario y ecologista y miembro fundador de la Fundación Vida Silvestre Argentina, con quien tuvo dos hijos, Álvaro y Francisco.